# بييرلويجي مارزوراتي
بييرلويجي مارزوراتي (بالإيطالية: Pierluigi Marzorati)‏ مواليد 12 سبتمبر 1952 في إيطاليا، هو لاعب كرة سلة إيطالي سابق بدأ مسيرته الاحترافية في سنة 1969. يبلغ طوله 6 قدم 1.75 بوصة (1.9 م). مثّل منتخب بلاده. شارك في مسابقة كرة السلة في الألعاب الأولمبية الصيفية. اعتزل اللعب في 1991.

## فرق لعب لها
- بالاكانسترو كانتو

## الميداليات
| الميدالية | المسابقة                         |
| --------- | -------------------------------- |
| برونزية   | بطولة أمم أوروبا لكرة السلة 1971 |
| برونزية   | بطولة أمم أوروبا لكرة السلة 1975 |
| ذهبية     | بطولة أمم أوروبا لكرة السلة 1983 |
| برونزية   | بطولة أمم أوروبا لكرة السلة 1985 |

## روابط خارجية
- بييرلويجي مارزوراتي على موقع الاتحاد الدولي لكرة السلة (الإنجليزية)
- بييرلويجي مارزوراتي على موقع كرة السلة الأوروبية.كوم (الإنجليزية)
- بييرلويجي مارزوراتي على موقع ريلجم (الإنجليزية)
- بييرلويجي مارزوراتي على موقع بروبوليرز (الإنجليزية)
- بييرلويجي مارزوراتي على موقع سبورتس رفرنس (الإنجليزية)
- بييرلويجي مارزوراتي على موقع أوليمبيديا (الإنجليزية)
- بييرلويجي مارزوراتي على موقع اللجنة الأولمبية الإيطالية (الإيطالية)